# Chris Hülsbeck
Chris Huelsbeck (também escrito Hülsbeck, Kassel, 2 de março de 1968) é um compositor de música de jogos eletrônicos alemão.
A carreira musical de Huelsbeck começou aos 14 anos, quando ele entrou em uma competição de música em uma revista de games alemã, conquistando o primeiro prêmio com sua composição "Shades". Ele aceitou um emprego na produção de música com a empresa Rainbow Arts.

## Discografia
- 1991 Shades
- 1992 To be on Top
- 1992 Apidya
- 1993 Turrican Soundtrack
- 1994 Native Vision - Easy life (single)
- 1994 Rainbows
- 1995 Sound Factory
- 1997 Trilha sonora de Tunnel B1
- 1997 Trilha sonora de Extreme Assault
- 1998 Peanuts feat. Doc. Schneider - Leben betrügt (single)
- 2000 Bridge from the past to the future (lançado em MP3.com)
- 2000 Collage (lançado em MP3.com)
- 2000 Merregnon Soundtrack, Volume 1
- 2001 Chris Hülsbeck in the Mix (lançado por ZYX Music)
- 2004 Merregnon Soundtrack, Volume 2 (Edição japonesa e inglesa)
- 2007 Number Nine
- 2008 Symphonic Shades
- 2013 Turrican Soundtrack Anthology (Volumes 1-4)
- 2015 The Piano Collection

## Trilha sonoras
- Apidya (Amiga)
- Apprentice (Amiga)
- The Baby of Can Guru (C64)
- Dulcedo Cogitationis (C64)
- The Great Giana Sisters (C64)
- Hard 'n' Heavy (C64)
- Jim Power in Mutant Planet (Amiga)
- Jim Power: The Lost Dimension in 3-D (SNES)
- R-Type música da intro (C64, Amiga)
- Starball música da intro (C64)[2]
- Shades (C64 demo)
- To be on Top (C64)
- Turrican 1-3 soundtracks (Amiga)
- M.U.D.S. – Mean Ugly Dirty Sport (Amiga)
- X-Out (Amiga)
- Z-Out (Amiga)
- Adrift in a Cobalt Eternity (PC)
- Star Wars: Rogue Squadron (N64 e PC)
- ZombieSmash! (iPhone)
- Active Soccer (iPhone, iPad, Windows, MacOS)
- Turrican Soundtrack Anthology [3]
- Giana Sisters: Twisted Dreams (PC, Xbox 360, PlayStation 3, Wii U, Ouya)
- Doctor Who: Legacy (iOS, Android)[4]